# Peithó
Peithó (latinsky Suada či Suadela) je v řecké mytologii dcerou Titána Okeana a jeho manželky a sestry Téthys.
Je bohyní lichotivého přemlouvání, lichotek a svádění. Není divu, že s tímto uměním je služebnicí bohyně lásky Afrodíty a jejího syna Eróta. Je rovněž družkou Múz.
Svým oblíbencům a těm, kteří k ní upínají své modlitby, pomáhá získat lásku i úspěchy. Ctili a milovali ji zejména řečníci a milenci. Její vliv i oblibu dokládá i to, že měla svůj oltář v chrámu bohyně Afrodíté v Athénách.
Jako nejvýznačnější počin bohyně Peithó bývá uváděna pomoc trojskému princi Paridovi. S její velkou pomocí přemluvil krásnou Helenu, aby opustila svého manžela Meneláa a odjela s Paridem do Tróje.

## Odraz v umění
Podoba Peithó je zachycena na několika vázových malbách například na
- Makronově číši z doby kolem r. 480 př. n. l. ve výjevu Únos Heleny (dnes je uložen v Antikváriu v Mnichově) a také
- na reliéfu Afrodíta a Peithó přemlouvají Helenu k následování Parida (asi z 1. stol. n. l., uloženo v Národním muzeu v Neapoli.